# Tranmere
Tranmere är en stadsdel i Birkenhead, i distriktet Wirral, i grevskapet Merseyside, i England. Tranmere var en civil parish från 1866 till 1898 då den blev en del av Birkenhead St Mary. Civil parish hade 30 680 invånare år 1891.